# Zlatoüst (Ivànovo)
|  | Per a altres significats, vegeu «Zlatoüst (desambiguació)». |

Zlatoüst (en rus: Златоуст) és un poble de l'óblast d'Ivànovo, a Rússia, que en el cens del 2010 tenia 73 habitants.